# مايك روبرتسون
مايك روبرتسون (بالإنجليزية: Mike Robertson)‏ (و. 1985  م) هو متزلج على الثلوج كندي، ولد في إدمونتون، شارك في الألعاب الأولمبية الشتوية 2010، وتزلج على الثلوج في الألعاب الأولمبية الشتوية 2010 – رجال عبر الجليد ‏.
.

## روابط خارجية
- مايك روبرتسون على موقع الاتحاد الدولي للتزلج (ركوب لوح الثلج) (الإنجليزية)
- مايك روبرتسون على موقع أوليمبيديا (الإنجليزية)